# Wielkie Księstwo Bergu
Wielkie Księstwo Bergu (niem. Großherzogtum Berg), także Wielkie Księstwo Kleve i Bergu – dawne państwo niemieckie leżące na terytorium dzisiejszej Nadrenii Północnej-Westfalii, powstałe z podniesienia Księstwa Bergu do rangi wielkiego księstwa. Znajdowało się w przybliżeniu między rzekami Ren, Ruhrą i Sieg. Kraj Związku Reńskiego.

## Historia
W 1803 roku Berg przeszedł w ręce młodszej linii Wittelsbachów tracąc swój dotychczasowy związek z Bawarią. W ramach reorganizacji terenów niemieckich w 1806 roku Berg stał się wielkim księstwem, którego władcą został szwagier Napoleona Bonaparte, Wielki Admirał i marszałek cesarstwa Joachim Murat.
Gdy w roku 1808 Murat został królem Neapolu, nowym wielkim księciem Bergu został bratanek Napoleona Napoleon Ludwik Bonaparte, który jednocześnie był królem Holandii. Odtąd terytorium księstwa administrowane było przez francuskich urzędników. Krótka historia wielkiego księstwa zakończyła się wraz z klęską Napoleona i na mocy pokoju w 1815 roku księstwo dostało się pod władzę Prus, wchodząc w skład nowej prowincji pruskiej – Jülich-Kleve-Berg, od 1822 roku zwanej Nadrenią.

Herb Wielkiego Księstwa za Joachima Murata

Herb Wielkiego Księstwa za Napoleona Ludwika

## Wielcy książęta Bergu
- 1806-1808 – Joachim Murat
- 1808-1809 – Napoleon Bonaparte
- 1809-1813 – Napoleon Ludwik Bonaparte (pod regencją Napoleona Bonaparte)